# Basilica di San Giuseppe da Copertino
La Basilica di San Giuseppe da Copertino è un importante santuario cattolico della città di Osimo, nelle Marche che sorge dietro piazza Boccolino, la principale piazza del centro e conserva al suo interno le spoglie di san Giuseppe da Copertino, patrono di Osimo e santo protettore degli studenti.

## Storia e Descrizione

### Le Origini e la chiesa medievale di san Francesco

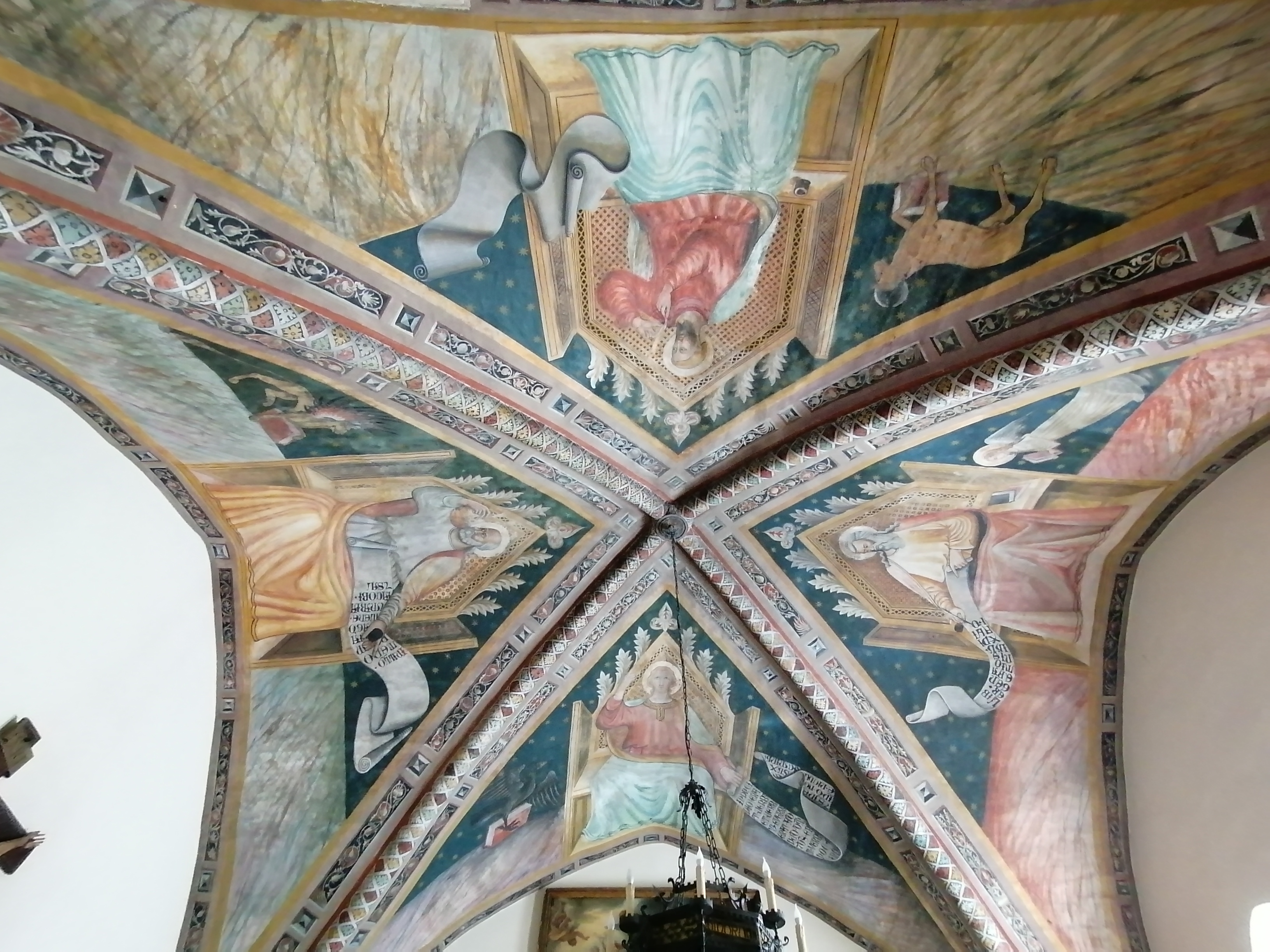
La volta della sacrestia con gli affreschi degli Evangelisti del XIV secolo.

In questo luogo sorgeva una piccola chiesa dedicata a santa Maria Maddalena Penitente e officiata dai frati Francescani. San Francesco venne in visita a Osimo due volte: nel 1215 e nel 1220 lasciando una forte impronta sulla popolazione. Dopo la sua morte, avvenuta nel 1226, i cittadini di Osimo decisero di riedificare la chiesetta della Maddalena, divenuta troppo esigua, ed erigere una nuova chiesa con convento annesso. L'edificio venne consacrato il 7 maggio del 1234 alla presenza del vescovo e fu dedicato a San Francesco d'Assisi. 
La nuova chiesa, in stile romanico-gotico, si presentava con pianta a croce latina, abside sporgente accompagnata da un campanile quadrato sulla sinistra e la sacrestia. Sul lato sinistro, lungo la navata, è il chiostro porticato. La facciata era divisa verticalmente da quattro lesene e al centro si apriva un rosone. I fianchi e l'abside erano ritmati dalle stesse lesene-contrafforti della facciata, e dotate di alte monofore. L'interno, sostenuto da pilastri polistili, aveva la copertura era a capriate lignee e doveva presumibilmente essere affrescato, come rimandano alcuni frammenti di affreschi tre-quattrocenteschi rinvenuti in più punti nella chiesa.
Nel corso dei secoli l'edificio venne notevolmente modificato e già nel XVI secolo e nella prima metà del XVII vennero realizzati numerosi altari ornati di colonne e stucchi, che causarono la perdita di una buona parte degli affreschi medievali, venne realizzata una volta intonacata e vennero chiusi il rosone della facciata e le monofore laterali.

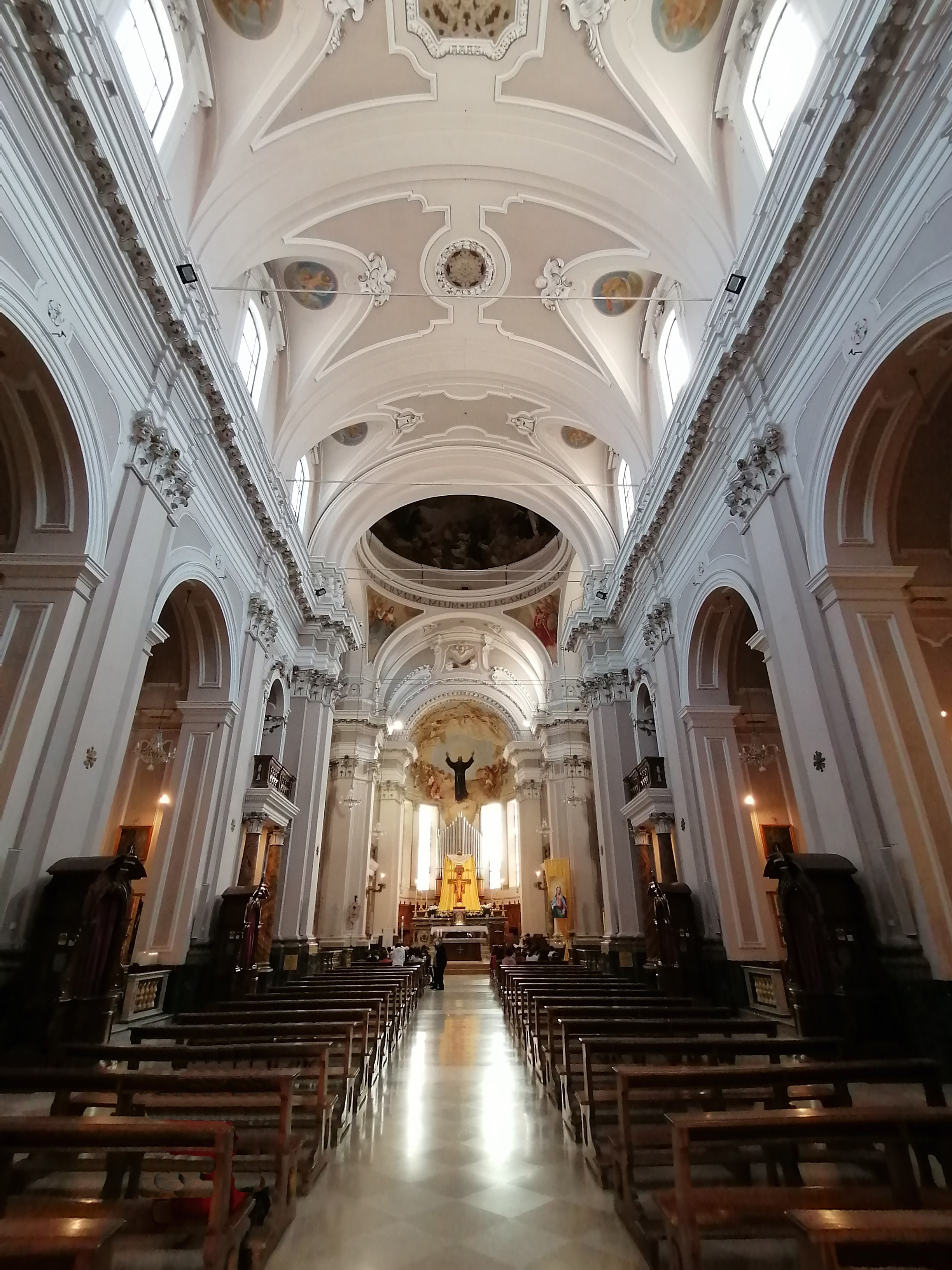
L'interno barocco.

### Santuario di san Giuseppe da Copertino
Il 9 luglio 1657, il convento francescano vide l'arrivo di Giuseppe da Copertino, spostato di eremo in convento dal Sant'Uffizio per sottrarlo alla "curiosità popolare" in seguito all'assoluzione dal suo presunto "abuso di credulità popolare". Qui trascorse i suoi ultimi anni di vita in completo isolamento e fu protagonista di un episodio di levitazione, avvenuta su un albero di mandorlo alla vista della Basilica della Santa Casa di Loreto. Morì qui il 18 settembre 1663.
Il 24 febbraio 1753 Giuseppe da Copertino fu beatificato da papa Benedetto XIV e ne fu prevista la canonizzazione. Allora i Frati Minori Conventuali procedettero a una ristrutturazione totale dell'edificio medievale. L'architetto Andrea Vici fu incaricato del progetto, aiutato dall'osimano Alessandro Rossi, che rispettò la planimetria e parte degli esterni della vecchia chiesa, ma alzò le pareti per costruire le nuove volte e, all'incrocio del transetto, la cupola e ridisegnò tutti gli spazi secondo i dettami dello stile barocco allora in voga. I pilastri polistili vennero rivestiti di stucchi, lesene e fogliami, mentre gli antichi altari laterali vennero demoliti per ricavare le sei nuove cappelle laterali e due cappelle più grandi di fianco al presbiterio. Nelle testate dei transetti vennero eretti i due monumentali altari barocchi marmorei.
Il 16 luglio 1767 Giuseppe da Copertino venne dichiarato santo da papa Clemente XIII e la sua salma fu sistemata sotto l'altare già nel 1771. Il nuovo tempio venne consacrato dal vescovo di Osimo, cardinale Guido Calcagnini, il 27 maggio 1781 e dedicato non più a San Francesco, ma a San Giuseppe da Copertino. Divenuto presto il santuario principale del Santo, papa Pio VI nel 1796, elevava alla dignità di Basilica la suddetta Chiesa perché «uno dei santuari più celebri e venerandi della Cristianità».

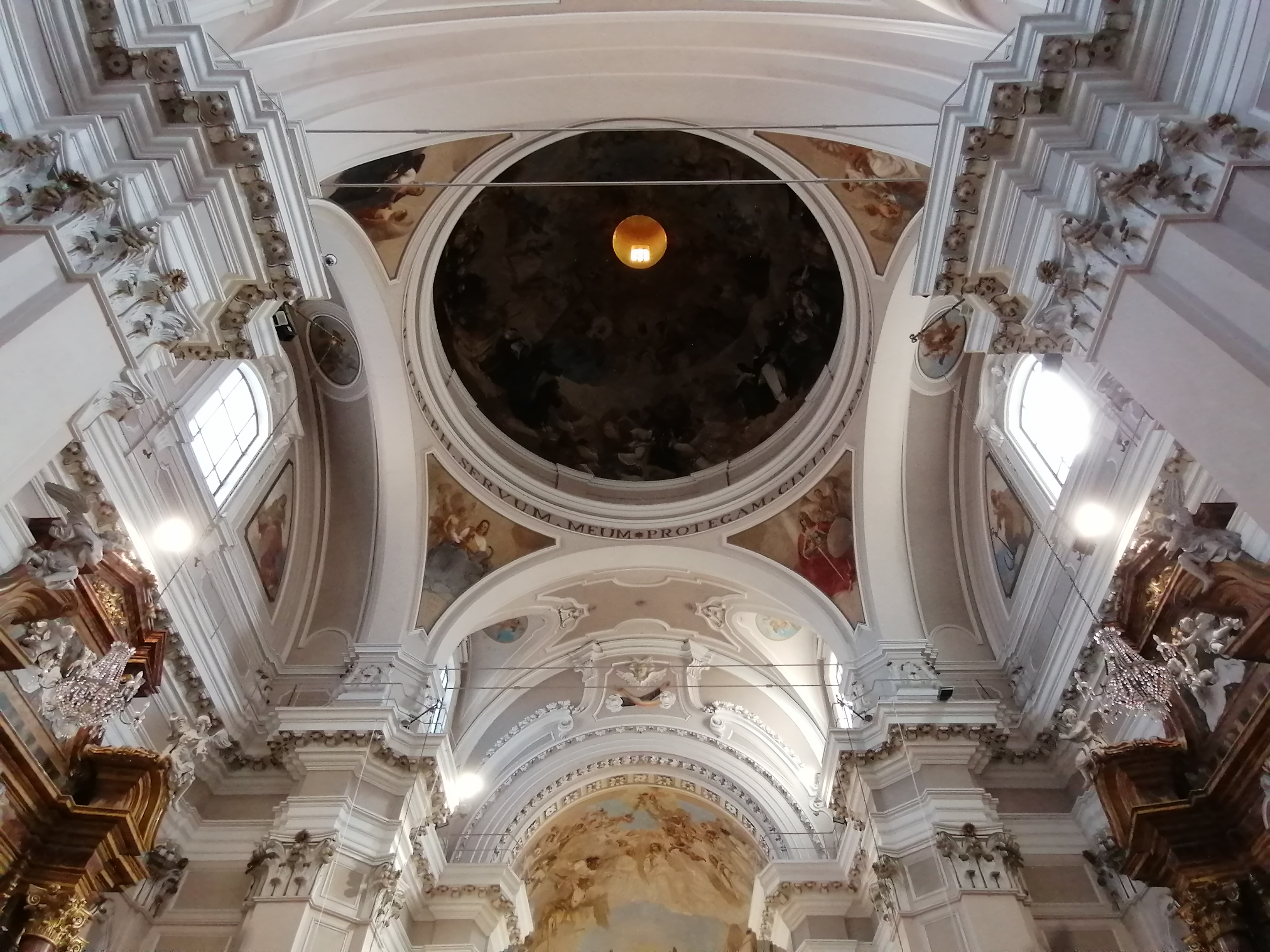
Veduta dell'interno con la cupola.

### Storia moderna
Il 30 ottobre 1930 ci fu una violenta scossa di terremoto con epicentro a Senigallia; la vicina Ancona fu assai colpita, e così anche Osimo e il suo santuario. Si procedette subito ai lavori di restauro, e in quell'occasione venne interpellato il pittore Gaetano Bocchetti che fra il 1933 e il 1937 dipinse l'affresco della Gloria di San Giuseppe da Copertino, sulla cupola; il Santo Protettore nel catino absidale; e San Francesco parte Missionario dal porto di Ancona, in controfacciata.
Nel 1963, in occasione del terzo centenario della morte di San Giuseppe da Copertino, venne costruita la cripta dove oggi è l'urna in bronzo e cristallo che accoglie il corpo del Santo. 

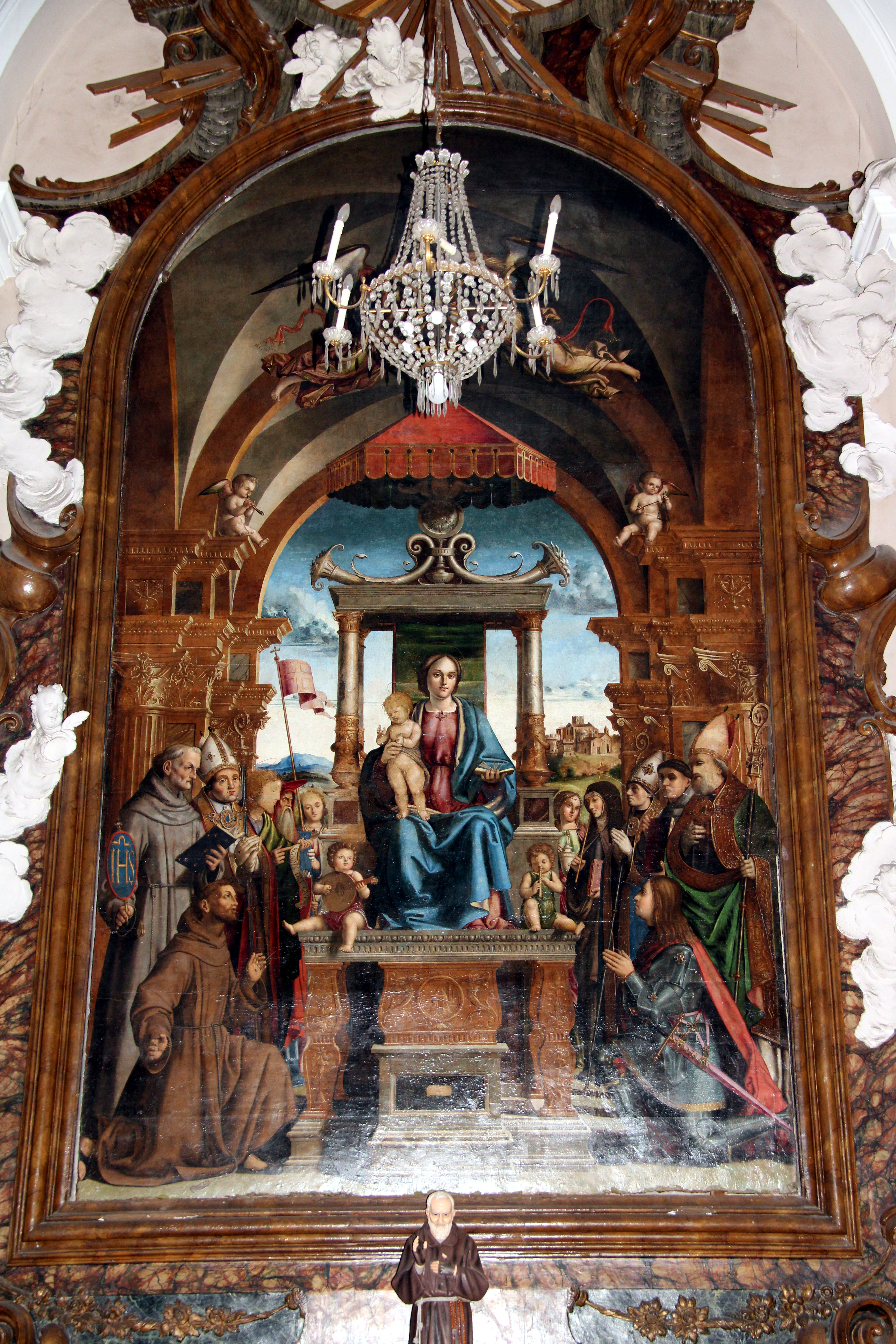
Antonio Solario, Madonna col Bambino in trono fra santi e il capitano Boccolino di Guzzone da Osimo (1505).

Le stanze del santo, conservate nello stato originale, comprendono le tre camerette che lo ospitarono dal 1657 al 1663 e l'oratorio dove egli ogni giorno celebrava la santa Messa. Questi luoghi possono essere visitati dai pellegrini e dai devoti nell'orario di apertura del Santuario.

### Esterno
La facciata, settecentesca, è rimasta incompiuta, allo stato grezzo. Dell’antico edificio religioso medievale oggi rimangono visibili parte del paramento esterno e soprattutto la notevole abside.

### Interno
L'interno, a navata unica con cappelle laterali, ha aspetto settecentesco e conserva diverse opere d'arte, tra cui alcuni resti della decorazione medievale della chiesa come la trecentesca Vergine Annunziata detta “Madonna del Volto” visibile nell’archivolto tra il secondo e terzo altare di destra, o come l'altro frammento di affresco attribuito a Pietro di Domenico da Montepulciano con la Madonna Addolorata, del 1418-20. In controfacciata si può vedere il primo degli affreschi dipinti tra 1933 e 1937 dal pittore napoletano Gaetano Bocchetti raffigurante San Francesco d’Assisi che lascia il porto di Ancona verso l’Oriente il 24 giugno 1219, dopo aver fatto tappa nella città di Osimo.
Al primo altare destro è collocata la Madonna di Piazza di Domenico Luigi Valeri, del XVIII secolo, trasferita nel Santuario nel 1893 dalla torre del Palazzo Comunale, in una nicchia del quale era esposta in speciali circostanze. 
Nell'altare del transetto destro si trova una pala centinata di Mattia Preti con la Visione di Sant’Antonio da Padova della Madonna col Bambino, da considerarsi la sua prima pala pienamente barocca rappresentante un dinamico spazio celeste, eseguita nel 1650-52 circa.
La cupola all'incrocio del corto transetto fu anch'essa decorata da Gaetano Bocchetti con la Gloria di San Giuseppe da Copertino in Paradiso, e con le quattro Virtù Cardinali nei pennacchi (cancellando però, purtroppo, i precedenti affreschi di Cristoforo Roncalli. L'altare maggiore settecentesco custodiva fino al 1963, sotto la mensa, le spoglie di San Giuseppe da Copertino. Nell'abside è un altro affresco del Bocchetti con San Giuseppe da Copertino in estasi tra schiere di Angeli.
All'altro altare barocco del transetto sinistro è una tela settecentesca con Santi francescani in adorazione della Croce e di Cristo in gloria.
Al secondo altare sinistro è la grandiosa Madonna in trono col Bambino e Santi, un olio su tavola commissionato dai francescani ad Antonio Solario e terminato nel 1505. La Sacra Conversazione nella quale alcuni scorgono le fattezze di Boccolino da Guzzone nella figura del giovane soldato inginocchiato sulla destra, ambientata in uno spazioso interno di chiesa con le alte volte, architettura rinascimentale aperta sul paesaggio, in cui si riconoscono il monte Vettore e la stessa Osimo. La tavola non è collocata all'altare originario ed è mancante dell'incorniciatura lignea che doveva dialogare prospetticamente con lo spazio interno del dipinto. L'opera, al momento della consegna da parte del pittore era però incompiuta in alcune sue parti e fu terminata dal fanese Giuliano Presutti che realizzò anche la predella. Al primo altare sinistro è invece un'importante tela con la Crocifissione di Francesco Solimena. Le quattro vetrate absidali sono di Ulrico (Schettini) Montefiore. Ispirate al Cantico delle Creature. 
Inoltre, in sacrestia, che mostra ancora quasi interamente le linee della costruzione medievale, si conservano nella volta gli affreschi trecenteschi di Scuola Giottesca con i Quattro Evangelisti e vi è collocata la tela con San Giuseppe da Copertino che si eleva in volo alla vista della Basilica di Loreto di Ludovico Mazzanti, commissionatagli dalla famiglia Sinibaldi in origine per l’abside del nuovo edificio settecentesco ed eseguita nel 1767.
Nella Cappella privata dove il santo compiva i suoi mistici voli, troverete un magnifico altare ligneo con la tela che raffigura la Purificazione di Maria, una splendida opera del XVII secolo forse appartenente all’ambito di Claudio Ridolfi.